# Soy tu fan
Soy tu fan (Sono tuo fan) è una fiction televisiva argentina del 2006 scritta da Costanza Novik e diretta da Álvaro Hernández. Protagonista e co-produttrice della fiction di otto episodi è l'attrice Dolores Fonzi. La trama vede al centro della vicenda la storia d'amore fra due ragazzi di Buenos Aires.

## Sinossi
Nicolás (Gastón Pauls) si innamora di Charly (Dolores Fonzi) ma la ragazza non lo corrisponde. Convinto che il successo in amore sia legato alla perseveranza, Nicolás farà di tutto per conquistarla.

## Remake messicano
Nel 2010 è uscita in Messico una serie televisiva omonima scritta di nuovo da Dolores Fonzi e Costanza Novik. In questa nuova versione messicana, composta da due stagioni e 26 episodi, la protagonista Charlie è interpretata da Ana Claudia Talancón. A produrre la serie messicana è la Canana Films di Diego Luna e Gael García Bernal, che fra l'altro recita nell'episodio finale della fiction argentina intitolato ¡Que viva México!.